# 撒马利亚教
撒马利亚教（英文：Samaritan religion或Samaritanism），是撒马利亚人的民族宗教。撒马利亚人笃信《撒马利亚五经》，认为它相较于犹太人使用的妥拉，是真正从未被改动过的妥拉。除了《撒马利亚五经》外，撒马利亚人同样尊崇他们的版本的《约书亚记》，并承认一些《圣经》人物，譬如以利。
撒马利亚教被其信徒描述为由摩西所创办的宗教，历经千年而未变。撒马利亚人相信犹太教与犹太妥拉已经随着时间的推移而被败坏，不再保有西奈山上由神传下的十诫。犹太人在其宗教中将圣殿山视为其圣地，撒马利亚人则视基立心山为圣地。

## 历史
撒马利亚教视基立心山巅为上帝的真正圣地，而非犹太教中圣殿山的奠基石。因此，撒马利亚人认为他们的历史可以追溯到摩西时代，是与犹太人相独立的实体，并由约书亚为他们的圣殿建造了地基。撒马利亚历史学将这种宗教上的的分裂归结于大祭司以利在约书亚去世后，离开了摩西的圣所，而去到了基立心山。
阿布·法特，一位14世纪的撒马利亚历史主要记录者，如此论述撒马利亚人的起源：

以他玛的后代、以弗利（Yafni）之子以利，与非尼哈的儿子们间爆发了一场可怕的内战，因为以弗利之子以利决心从非尼哈的后代那里篡夺大祭司的位置。他曾常在石坛上献祭。他五十岁，拥有财富，管理着以色列的子孙们的宝库……
他在祭坛上献祭，但没有献上盐，仿佛毫不在意。大祭司奥齐（Ozzi）知道了，发现祭品没有被接受，他彻底与他断绝了关系；据说他（甚至）呵斥了他。
于是，他和同情他的人，起来反抗，他、他的追随者和他的牲畜，立刻起身前往示罗。于是以色列人分了派系。他派人去见他们的首领，对他们说，“想要看到奇妙的东西的人，让他到我这里来。”于是在示罗有许多人聚集到他那里，在那里为他自己盖了殿；他（在基立心山上）造了一个殿一样的地方。他建了一个祭坛，没有遗漏任何细节——一切都与原来的一处一处地一致。

于是以色列的子孙分成了三个派系。基立心山上的忠诚派系；一个信着伪神的异端派系；跟着以弗利侄子以利去了示罗的派系。
更进一步，在《撒马利亚编年史阿德勒（Samaritan Chronicle Adler）》，即《新编年史》，这本被广泛认为是于18世纪，使用更早的编年史资料写成的书中，如此叙述：

以色列的孩子们在他的日子分成了三派。一派行外邦人的可憎之事，事奉他神；一派跟随以弗利之子以利，不过在他透露自己意图之后，许多人离开了他；第三派留在天选之地，与大祭司乌齐·本·布基（Uzzi Ben Bukki）一起。